# 天主教切雷托桑尼塔-泰萊塞-聖阿加塔德戈蒂教區
天主教切雷托桑尼塔-泰萊塞-聖阿加塔德戈蒂教區（拉丁語：Dioecesis Cerretana-Thelesina-Sanctae Agathae Gothorum），是義大利一個天主教教區。屬貝內文托總教區。
教區包括貝內文托省西部，以及卡塞塔省小部，教座位於切雷托桑尼塔。現任教區為主教為彌額爾·德羅沙。2006年有教友90,109人，佔總人口98.8%。有六十個堂區、司鐸七十五位。

## 歷史
泰萊塞第一位有文獻記載的主教參加了465年在羅馬舉行的宗教會議。自969年5月29日教區，貝內文托教區升為總教區起，教區一直受其管轄。1193年城市被毀，但主教座堂在第二年就重建完成。1349年一場地震後，為逃避硫磺滲出，教座多次遷移，直到17世紀初定於切雷托桑尼塔，並於1612年5月22日獲教宗批准。1818年6月27日，阿利費教區被盒併入泰萊塞教區，至1820年12月14日恢復，但與泰萊塞教區聯合。但此一決定在1852年7月6日、費迪南多二世的干預下才被推翻。
聖阿加塔德戈蒂第一位有文獻記載的主教在970年獲任命，任命狀中提到此前當地就已經有主教了。在1566至1571年在任的主教Felice Piergentile後來當選了教宗，號西斯都五世。1818年6月27日至1854年12月教區與阿切拉教區聯合。
1984年3月21日起切雷托桑尼塔-泰萊塞以及聖阿加塔德戈蒂兩個教區由同一主教牧養。1986年9月30日兩個教區合併，成立新的教區並易名至今。